# Ксилотрех козоріг
Ксилотре́х козорі́г (лат. Xylotrechus capricornis Gebler, 1830) — вид жуків з родини вусачів.

## Хорологія
Xylotrechus capricornis приналежний до групи бореально-альпійських видів, що входять до європейсько-сибірського зооґеографічного комплексу. Ареал охоплює гірські території у Словаччині, Україні та Росії. В Карпатах — рідкісний і нечисельний вид, трапляється у гірській частині.

## Екологія
Приурочений до рослинних асоціацій, куди входить береза. Трапляється на березових зрубах та вітровалах. Імаґо не відвідують квітів. Літ триває з червня по липень. Личинка розвивається в деревині берези.

## Морфологія

### Імаго
Передньоспинка вкрита густою дуже дрібною поцяткованістю, з маленькою волосяною плямою по обидві сторони від середини та облямівкою на основі. Тіло буре або чорне. Надкрила з двома перев'язями. Перша — дугоподібна розпочинається нижче від щитка (щитка не досягає), тягнеться вздовж шва і на середині повертає до зовнішнього краю. Друга — косо перетинає надкрила за їх другою третиною. Також наявна жовта пляма в першій третині біля плеча. Ноги рудого або бурого забарвлення. Довжина тіла сягає 9-14 мм.

### Личинка
У личинки з кожної сторони голови по 1 вічку. Гіпостом з поперечними борозенками. Верхня губа поперечна. Мандибули з неглибокою поперечною борозною. Основна частина пронотуму, терґіти і стерніти середньо- і задньогрудей, а також сегменти черевця покриті мікроскопічними шипиками. Ноги рудиментарні у вигляді маленького нечленистого горбика. Мозолі черевця з 4-а поздовжніми борозенками. Дихальця великі, овальні.

## Життєвий цикл
Генерація — 2 роки.